# Decapitazione di Giovanni Battista

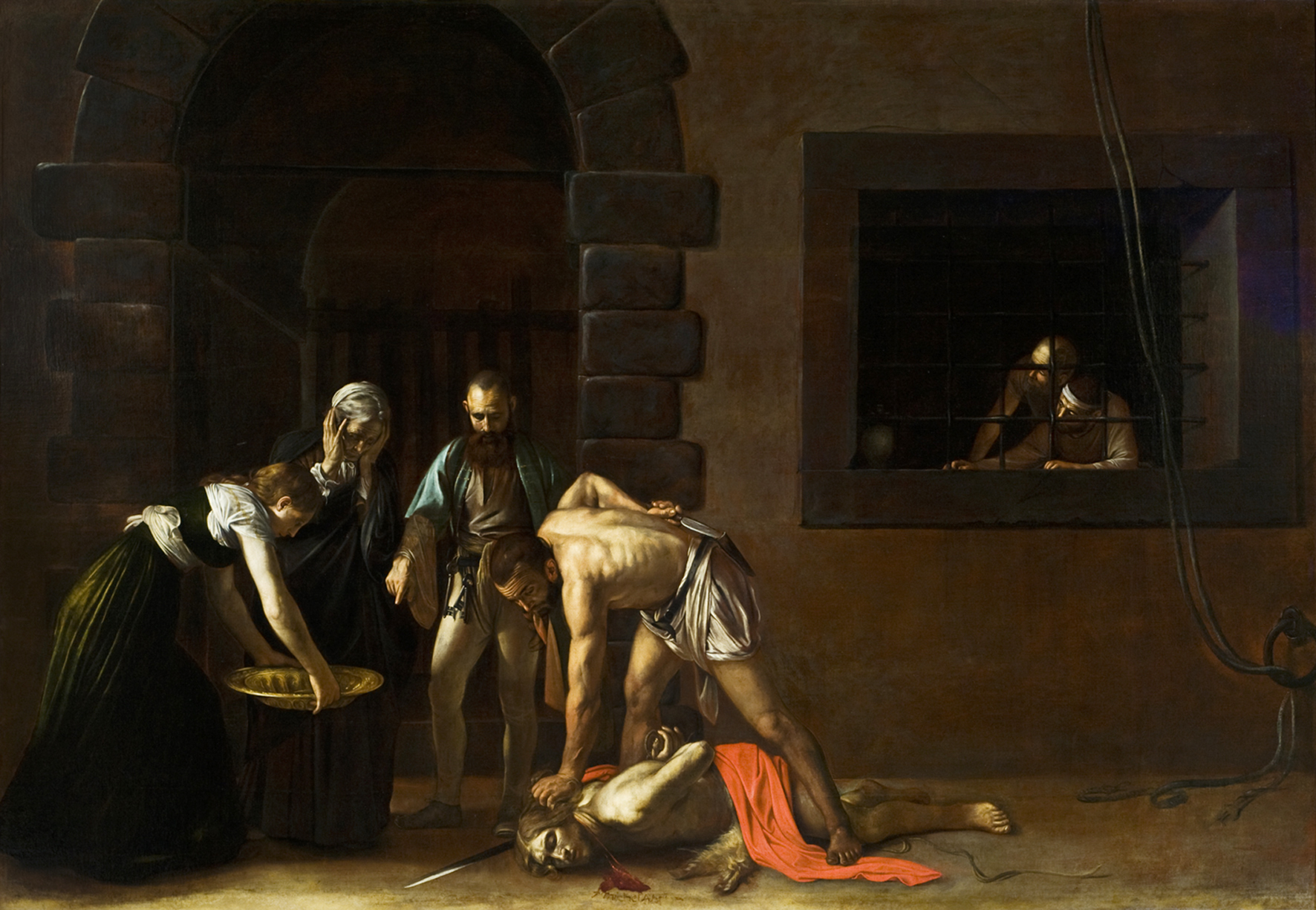
Caravaggio, Decollazione di san Giovanni Battista, olio su tela, 1608 (Concattedrale di San Giovanni, La Valletta)

La decapitazione di Giovanni Battista è un episodio riportato dai Vangeli sinottici. L'evento è commemorato da una festa religiosa cristiana ed è stato oggetto di diverse rappresentazioni artistiche.

## Racconto evangelico
Secondo il racconto dei vangeli sinottici, Giovanni Battista condannò pubblicamente la condotta di Erode Antipa, che conviveva con la cognata Erodiade rimasta vedova di Filippo; il sovrano lo fece prima imprigionare, poi per compiacere la figlia di Erodiade, Salomè, che aveva ballato a un banchetto, lo fece decapitare. Nel vangelo di Marco e nel vangelo di Matteo il racconto è più dettagliato, mentre nel vangelo di Luca c'è solo un accenno.

## Festività
La commemorazione liturgica della decapitazione di san Giovanni Battista è celebrata il 29 agosto dalla Chiesa cattolica, dalla Chiesa ortodossa, dalla Chiesa luterana e dalla Chiesa anglicana.

## Rappresentazioni artistiche

### Dipinti

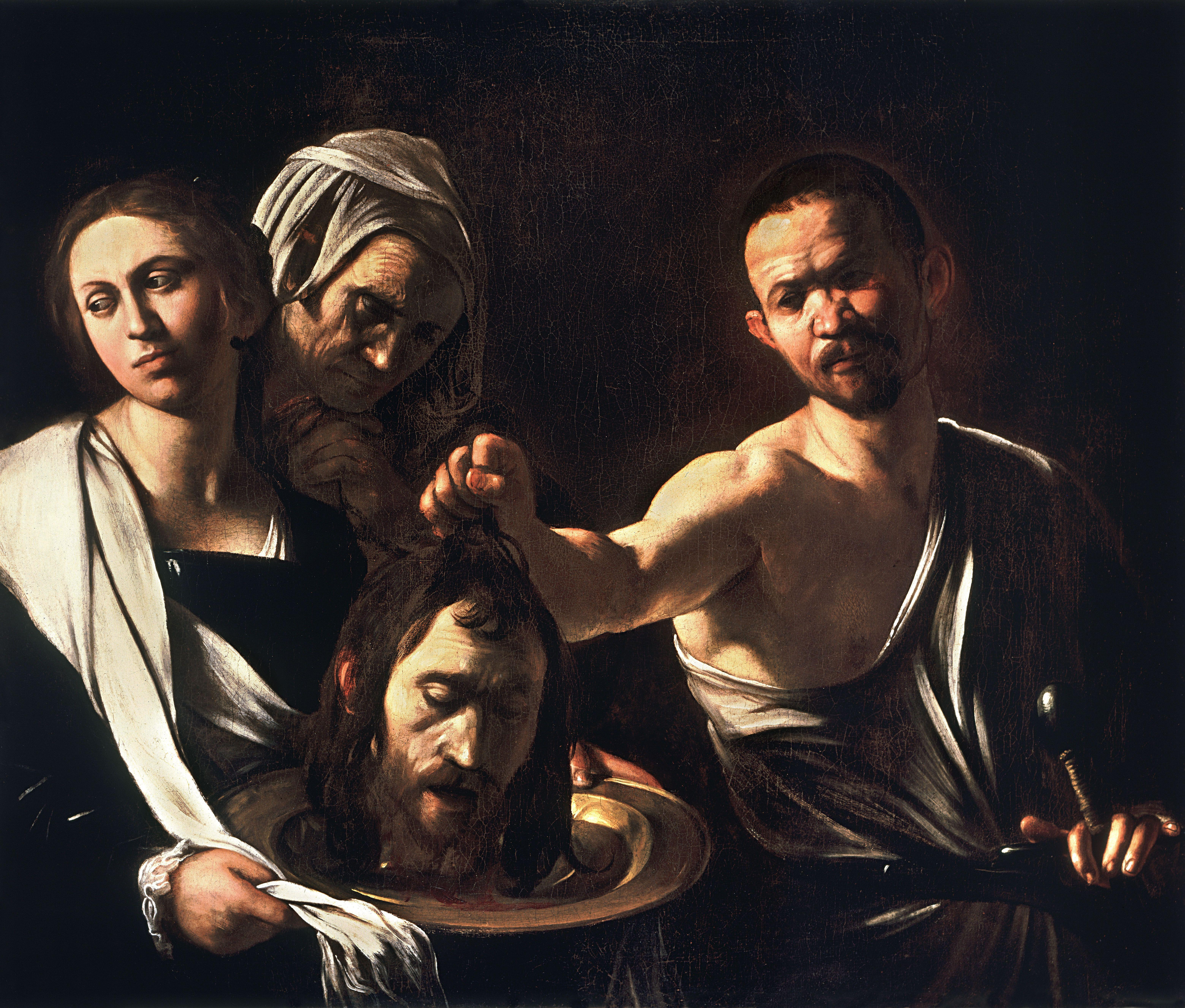
Salomè con la testa del Battista dipinta dal Caravaggio.

- Decollazione di San Giovanni Battista, di Caravaggio
- Salomè con la testa del Battista (Londra), di Caravaggio
- Salomè con la testa del Battista (Madrid), di Caravaggio
- Salomè con la testa del Battista, di Bernardino Luini
- Salomè, di Tiziano
- Martirio di San Giovanni Battista, di Masaccio
- Testa del Battista, di Giovanni Bellini
- Testa di Giovanni Battista, di Andrea Solario
- L'apparizione, di Gustave Moreau
- Banchetto di Erode, di Masolino da Panicale
- Banchetto di Erode con la decapitazione di san Giovanni Battista, di Bartholomeus Strobel il Giovane
- Decollazione del Battista, di Callisto Piazza

### Sculture
- Banchetto di Erode (Siena), di Donatello
- Banchetto di Erode (Lilla), di Donatello